# Kuholmen (Stord)
Ne doit pas être confondu avec Kuholmen.
Kuholmen est une île norvégienne du comté de Hordaland appartenant administrativement à Stord.

## Description
Rocheuse et désertique, à fleur d'eau, qui s'étendent sur environ 40 m de longueur pour une largeur approximative de 24 m.